# Jupiter Icy Moons Explorer
Jupiter Icy Moons Explorer (Juice) — автоматическая межпланетная станция Европейского космического агентства для изучения системы Юпитера, главным образом — Ганимеда, Европы и Каллисто на предмет наличия у этих лун подповерхностных океанов жидкой воды.
В цели миссии JUICE входит исследование Ганимеда как богатого водой мира, что имеет важнейшее значение для определения потенциальной обитаемости Солнечной системы вне Земли. Кроме того, особое внимание будет уделено исследованиям уникальных магнитных и плазменных взаимодействий Ганимеда и Юпитера. Миссия была утверждена 2 мая 2012 года в качестве основной класса L1 в рамках программы Cosmic Vision на 2015—2025 годы. Примерная стоимость программы составляет 850 млн евро (в ценах 2011 года). Научный руководитель проекта (Study Scientist) — Дмитрий Титов (ЕКА).

## История программы
- До 2009 года миссия называлась Jupiter Ganymede Orbiter (JGO) и являлась частью международной программы (НАСА/ЕКА/Роскосмос/JAXA) Europa Jupiter System Mission, запланированной к запуску на 2020 год. После выхода из проекта США и Японии в начале 2011 года Европейское космическое агентство продолжило прорабатывать проект, входивший в концепцию программы Cosmic Vision ещё с 2007 года.
- Апрель 2011 года — ЕКА объявило о создании новой научно-исследовательской группы для проработки миссии L-класса в рамках программы Cosmic Vision, которая займётся переформулированием программы EJSM-Laplace, состоявшей из аппаратов Jupiter Ganymede Orbiter (ЕКА) и Jupiter Europa Orbiter (НАСА).
- Март — октябрь 2011 года — проведение научно-исследовательских работ по подготовке отчёта по проекту-наследнику JGO — JUICE (JUpiter ICy moon Explorer).
- Декабрь 2011 года — публикация исследовательского отчёта по проекту JUICE. Документ объёмом 133 страницы (т. н. «Жёлтая книга») затрагивал научные, технические и управленческие вопросы проекта и включал описание миссии, цели, сценарий, требования к научным приборам и краткое изложение трёх стадий разработки зонда.
- В апреле 2012 года из трёх претендентов на реализацию в рамках программы Cosmic Vision на 2015—2025 гг. программный комитет ЕКА отдал предпочтение проекту JUICE перед двумя другими — обсерваторией для поиска гравитационных волн NGO (New Gravitational Wave Observatory) и рентгеновским телескопом ATHENA (Advanced Telescope for High-Energy Astrophysics).
- 2 мая 2012 года ЕКА официально утвердило миссию JUICE, главное отличие которой от проекта JGO заключается в добавлении в сценарий миссии двух облётов Европы.
- В 2013 году ожидалось подписание соглашения между ЕКА и Роскосмосом об участии России в проекте: о предоставлении российской стороной ракеты-носителя и о интеграции миссий JUICE и «Лаплас-П». Объединение программ, по словам представителей ЕКА, возможно лишь при условии того, что Россия успеет подготовить свой спускаемый аппарат по изучению Ганимеда к 2022 году. В этом случае обе программы будут объединены в одну и станут взаимовыгодными.
- 21 февраля 2013 года ЕКА утвердило для разработки 11 научных приборов зонда.
- Ноябрь 2014 года — публикация очередного исследовательского отчёта по проекту JUICE за период работы с февраля 2012 по октябрь 2014 года. Документ объёмом 128 страниц (т. н. «Красная книга») затрагивал научные, технические и управленческие вопросы проекта и включал описание миссии, цели, сценарий, требования к научным приборам и краткое изложение стадий разработки зонда[6].
- 17 июля 2015 года — ЕКА объявило о заключении контракта с компанией Airbus Defence and Space стоимостью 350,8 млн евро на разработку зонда. В сумму затрат включены проектирование, разработка, интеграция, тестирование, пусковые услуги (без учёта стоимости РКН Ариан-5) и операторские услуги во время полёта зонда[7].
- 9 декабря 2015 года — ЕКА и Airbus Defence and Space подписали контракт стоимостью 350,8 млн евро на разработку зонда. Число субподрядчиков, участвующих в проекте, превышает 60 компаний[8]. Разработка основных элементов JUICE развернётся в Тулузе (Франция), Фридрихсхафене (Германия), Стивенидже (Великобритания) и Мадриде (Испания).
- До 2015 года миссия JUICE будет находиться в так называемой definition phase — фазе эскизных проектов инструментов и самого аппарата.
- 2015 год — этап опытно-конструкторских работ.
- Март 2017 года — начало фазы С (PDR).
- летом 2017 года при помощи подвешенной на вертолёте модели аппарата были измерены ключевые характеристики радара JUICE.
- Май 2018 года — тестирование термальной модели аппарата.
- Август 2018 года — термическое тестирование инструмента MAG.
- Март 2019 года — старт фазы D (PDR).
- Сентябрь 2019 года — испытание навигационной камеры зонда[9].
- 26 апреля 2020 года — компоненты межпланетной станции JUICE (JUpiter ICy moons Explorer) прибыли к месту финальной сборки на предприятие Airbus, расположенное в немецком городе Фридрихсхафен[10].
- 14 апреля 2023 года — состоялся запуск межпланетной станции JUICE (JUpiter ICy moons Explorer)[11][3].
- 18 апреля 2023 года — опубликованы первые снимки сделанные межпланетной станцией JUICE (JUpiter ICy moons Explorer).
- 30 апреля 2023 года — межпланетная станция JUICE (JUpiter ICy moons Explorer) не смогла развернуть антенну подповерхностного радара, причиной тому — застрявший штифт.
- 15 мая 2023 — межпланетная станция JUICE (JUpiter ICy moons Explorer) успешно развернула заклинившую антенну подповерхностного радара, штифт удалось сдвинуть при помощи запуска двигательной установки, а также при помощи прогрева крепления Солнцем[12].

## Предпосылки миссии
В 1995 аппарат «Галилео» прибыл в систему Юпитера, чтобы провести детальные исследования планеты и её спутников, вслед за миссиями Пионеров 10 и 11, Вояджеров 1 и 2 и Улисса. Особое внимание было уделено исследованиям четырёх галилеевых спутников — Ио, Европе, Ганимеду и Каллисто, у которых, за исключением Ио, были обнаружены подповерхностные океаны. «Галилео» также удалось обнаружить у Ганимеда магнитное поле, которое генерируется, вероятно, в результате конвекции в жидком ядре.
Исследования, проведенные аппаратом «Кассини» в начале XXI столетия, показали, что спутники Сатурна — Энцелад и Титан — также имеют подповерхностные жидкие океаны.
Эти открытия привели к появлению новой парадигмы обитаемых миров, согласно которой ледяные спутники газовых гигантов являются благоприятными местами для зарождения жизни. Вероятно, экзопланеты, имеющие ледяные спутники с подповерхностным океаном, могут быть гораздо более распространенным явлением во Вселенной, чем планеты наподобие нашей Земли, для появления жизни на которых требуются особые условия. «Галилео» сделал важное открытие, а именно — наличие магнитного поля у Ганимеда, единственного спутника в солнечной системе, имеющего подобное поле. Ганимед и Европа, как считается, до сих пор внутренне активны из-за сильнейшего приливного воздействия Юпитера.
Ещё в период функционирования «Галилео», а также после его схода с орбиты в 2003 году, научное сообщество неоднократно предпринимало попытки получить финансирование на очередную миссию по исследованию системы Юпитера. Почти все они были отклонены по двум основным причинам — вследствие высокой сложности и недостатка средств.
Миссия запущенного 5 августа 2011 года зонда Юнона с прибытием к Юпитеру в 2016 году сфокусирована исключительно на изучении самого газового гиганта и не рассчитана на исследования его спутников. Теоретически возможности цветной камеры Юноны позволят получить изображения ближайшего галилеевого спутника Юпитера, Ио. Однако даже при самых благоприятных условиях размер изображений ввиду особенностей камеры Юноны будет ничтожно малым: если Ио будет находиться прямо над Юноной, на расстоянии около 345 тыс. км, то разрешение изображений составит всего лишь 232 км на пиксель или около 16 пикселей в поперечнике. Изображения остальных спутников будут ещё менее четкими. В то же время, научный интерес представляют лишь снимки, которые будут иметь разрешение от нескольких километров до нескольких метров на пиксель (например, максимальная детализация изображений камеры «Галилео» при съёмке поверхности Европы составила 6 м на пиксель).

## Сценарий миссии
| Сегодня 824 день из 3000 дней полёта до прибытия в систему Юпитера . Прибытие в систему Юпитера ожидается через 5 лет 11 месяцев 15 дней. Из всего пути: 27,5 % завершено |  |
| \| \| \| |  |
| |  |

| Гравитационные манёвры |                            |                      |           |
| №                      | Гравитационный манёвр      | Дата события (UTC)   | Результат |
| 0                      | Запуск                     | 14 апреля 2023 года  | успех     |
| 1                      | Пролёт Земли и Луны        | 19 августа 2024 года | успех     |
| 2                      | Пролёт Венеры              | Август 2025 года     |           |
| 3                      | Второй пролёт Земли        | Сентябрь 2026 года   |           |
| 4                      | Третий пролёт Земли        | Январь 2029 года     |           |
| 5                      | Прибытие в систему Юпитера | Июль 2031 года       |           |
| 6                      | Пролёт Европы              | Июль 2032 года       |           |
| 7                      | Второй пролёт Европы       | Июль 2032 года       |           |
| 8                      | Выход на орбиту Ганимеда   | Декабрь 2034 года    |           |
| 9                      | Падение на Ганимед         | Конец 2035 года      |           |

## Научные цели
JUICE охарактеризует Европу, Ганимед и Каллисто с точки зрения их внутреннего строения, состава и геологической активности, определит области с подповерхностными океанами и расширит наши знания касательно возможной обитаемости этих миров. JUICE сделает измерения толщины ледяной корки Европы и определит место для будущих исследований. Миссия предусматривает также изучение самого Юпитера и взаимодействие галилеевых спутников с газовым гигантом. Юпитер является архетипом планет-гигантов, которые во множестве были обнаружены вокруг других звезд. Миссия JUICE позволит лучше понять потенциал газовых гигантов и их спутников для существования жизни. Общее время исследований — 3,5 года.

### Ганимед
Большую часть своей миссии JUICE будет исследовать Ганимед: общее время изучения спутника составит 30 % от общей программы миссии. Ганимед, прежде всего, интересен тем, что является единственным спутником в Солнечной системе, который генерирует собственное магнитное поле. Кроме того, существует гипотеза о наличии на нем подповерхностного океана жидкой воды. Общее время близких исследований — 280 дней, в течение которых JUICE совершит 15 облётов спутника на различной высоте, от 300 до 50000 км. Будет составлена глобальная карта спутника с разрешением 400 м на пиксель. Съёмка наиболее интересных объектов будет произведена с разрешением до нескольких метров на пиксель.
Целевые научные исследования Ганимеда следующие:
- Характеристика подповерхностного океана и обнаружение предполагаемых подземных водоемов. По некоторым моделям, если под ледяной корой находится океан жидкой воды, то высота прилива составит около 7 м; в противном случае всего 0,5 м. Измерение приливов позволит оценить объёмы жидкой фазы под поверхностью.
- Топографическое, геологическое и композиционное картографирование поверхности. Снимки высокого разрешения Ганимеда есть лишь для немногих районов, глобальные же карты построены по изображениям низкого разрешения. На основе альтиметрии (измерения высот) поверхности спутника и глобальных спектральных измерений с орбиты будут построены геологические карты.
- Изучение физических свойств ледяной коры. Поверхность Ганимеда состоит, в основном, из водяного льда (по разным оценкам, от 50 до 90 %), а также «сухого льда» (замороженной углекислоты, однако, она есть не во всех районах; нет её, в частности, на полюсах); других газов (диоксида серы, аммиака), гидратированных минералов, а также пока не идентифицированных веществ — возможно, органических, как, например, фолин. Если удастся отождествить эти «неопознанные» вещества с органикой, то возникает интересный вопрос — были ли они принесены извне, например, метеоритами, или попали на поверхности изнутри, из недр Ганимеда? Ответ на него прямо влияет на наше понимание того, могла ли на этом небесном теле зародиться жизнь.
- Характеристика внутреннего строения.
- Исследование экзосферы, состоящей из молекулярного и атомарного водорода, такого же кислорода и воды. Акцент в этих исследованиях будет сделан на понимание происхождение экзосферы и ответ на вопрос пополняют ли её частицы поверхности или она образуется в результате выброса вещества из-под поверхности.
- Изучение собственного магнитного поля Ганимеда и его взаимодействия с магнитосферой Юпитера. В результате сложения трех компонентов: собственного, и достаточно мощного, магнитного поля спутника, магнитного поля, индуцированного наведенными зарядами вследствие изменений магнитного поля Юпитера, и собственного магнитного поля планеты-гиганта — образуется очень сложная система, отчасти напоминающая земную, но и отличная от неё по ряду параметров.

### Каллисто
Целевые научные исследования Каллисто следующие:
- Характеристика внешних оболочек, включая подповерхностный океан.
- Определение состава веществ, не относящихся к ледовому покрытию.
- Изучение прошлой активности.

### Европа
В связи с относительно невысоким уровнем радиационной защиты планируется только 2 облёта Европы на высоте 400—500 км от поверхности спутника (полноценное изучение этого спутника потребовало бы от JUICE порядка 50—100 облётов). Общее время изучения спутника составит 10 % от общей программы миссии. В качестве объектов исследования в период максимальных сближений зонда с поверхностью выбраны Thera и Thrace Macula, а также Lenticulae. Длительность подробного изучения Европы составит 36 дней, общее — около года (удаленные исследования). Акцент в исследовании Европы будет сделан не на поиск органики, а на понимание образования ледяной коры спутника и её состава. JUICE будет первым земным аппаратом, осуществившим сканирование поверхности Европы и определившим как минимальную толщину ледяной корки под самыми активными областями спутника, так и глубину океана под ними.
Целевые научные исследования Европы следующие:
- Определение состава веществ, не относящихся к ледовому покрытию.
- Исследование водоёмов под наиболее активными местами. Эти исследования помогут выяснить, насколько жидкость океана Европы похожа по составу на земные океаны.
- Исследование процессов, происходивших относительно недавно (считается, что поверхность Европы очень молодая — возраст не превышает 180 млн лет, а возраст полыней, периодически появляющихся на поверхности, не превышает 50—100 тыс. лет). Также предстоит выяснить геологическую активность спутника.

### Ио
В отличие от предшественника JUICE — аппарата «Галилео» — исследования Ио будут вестись только дистанционно, с расстояния не далее орбиты Европы. Это связано с тем, что в целях сохранения стоимости миссии в районе 1 млрд евро радиационная защита зонда будет не в состоянии обеспечивать защиту электроники вблизи Юпитера на требуемом уровне (по этой же причине запланировано только два облёта Европы). Тем не менее, JUICE проведет дистанционные исследования вулканической активности спутника.

### Юпитер
Исследования Юпитера составят более 40 % от общей программы миссии:
- Изучение структуры, состава и динамики атмосферы.
- Изучение магнитосферы.

|  |  |  |  |

## Характеристики

### Ракета-носитель
Станция JUICE была выведена на орбиту европейской ракетой-носителем «Ариан-5» (этот пуск стал предпоследним для данной ракеты).

### Конструкция
- Фиксированная high-gain антенна — от 3,2 м (X, Ka-диапазоны).
- Управляемая антенна (X, Ka-диапазоны).
- Объём передаваемых на Землю данных — около 1,4 Гбайт в день.
- Источник энергии — солнечные панели площадью от 85м² с вырабатываемой энергией 850 Вт в системе Юпитера. Решение использовать солнечные панели вместо радиоизотопных источников энергии продиктовано не столько финансовой стороной вопроса (панели значительно дешевле, хотя их эффективность на орбите Юпитера в 25 раз меньше, чем на земной), сколько достаточной для нормального функционирования панелей удаленностью Ганимеда от радиационных поясов Юпитера.
- Вес аппарата при запуске — 5500 кг (~290 кг — научная аппаратура).
- Топливо — 2000 кг.
- Главный двигатель: тяга — 424 Н, удельный импульс — 321 с. Малые двигатели — 8 штук с тягой 22 Н каждый.
- Флеш-память — 500 Гбит; ежедневный передаваемый объём данных — 2,3 Гбит.
- По состоянию на ноябрь 2011 года имеются определённые трудности в обеспечении защиты будущего КА от радиации. Предполагаемая масса защиты — от 155 до 172 кг, алюминиевый сплав. Почти 60 % от общей дозы облучения будут получены во время изучения Ганимеда, около 25 % — в течение двух облётов Европы и около 9 % — в течение всех облётов Каллисто. Оставшаяся доля облучения будет получена аппаратом во время исследования системы Юпитера. Общее воздействие низких энергий на зонд за номинальный период миссии будет сопоставимо с воздействием низких энергий за 10—15 лет работы аппаратов, функционирующих на геостационарной орбите. Также при разработке радиационной защиты JUICE будут учитываться данные о радиационном фоне Юпитера, которые будут получены зондом «Юнона» в 2016 году.

### Научная аппаратура
JUICE будет иметь 11 научных приборов общей массой 104 кг. В создании примут участие учёные из 15 европейских стран, а также из США, Японии и России.
Лаборатория реактивного движения НАСА (JPL) разработает аппаратуру для приема и передачи сигнала радара на Землю. Полную сумму вложений в миссию НАСА оценивает в 114,4 млн долларов.
Инструменты дистанционного зондирования:
- Узкоугольная камера (NAC, разрешение: 1024×1024 пикселей).
- Широкоугольная камера (WAC, разрешение: 1024×1024 пикселей).
- Moons and Jupiter Imaging Spectrometer (MAJIS). Страна-разработчик: Франция. Вес: 26,1 кг.
- UV Imaging Spectrograph (UVS). Этот прибор позволит изучить взаимодействие атмосфер и поверхностей лун с Юпитером. Прибор также позволит определить как верхний слой атмосферы Юпитера взаимодействует с нижним, а также с ионосферой и магнитосферой. Прибор позволит получить изображения полярных сияний Юпитера и Ганимеда. Страна-разработчик: США. Вес: 7,4 кг.
- Sub-millimetre Wave Instrument (SWI, субмиллиметровый спектрометр). Этот прибор позволит исследовать структуру, состав и динамику средней атмосферы Юпитера и экзосфер его лун, а также теплофизические свойства поверхностей спутников. Страна-разработчик: Германия, Россия. Вес: 12 кг. Один из элементов инструмента SWI — терагерцевый гетеродинный детектор — будет создан лаборатории терагерцевой спектроскопии Московского физико-технического института (МФТИ) под руководством Бориса Горшунова в сотрудничестве с «мегагрантовской» лабораторией инфракрасной спектроскопии Владимира Краснопольского. Только при помощи терагерцевого гетеродинного детектора оказывается возможным установить напрямую скорости потоков ветра в разных слоях атмосферы Юпитера. Во-вторых, при его помощи можно, не проникая под многокилометровую толщу льда Европы и Ганимеда, узнать состав их океанов — по проникшим через разломы в ледяной коре в открытый космос летучим веществам, предельно малые концентрации которых способен детектировать прибор[16].

Инструменты для исследования магнитосфер Юпитера и Ганимеда:
- Magnetometer for JUICE (J-MAG). Страна-разработчик: Великобритания. Вес: 2,9 кг.
- Particle Environment Package (PEP). Страна-разработчик: Швеция. Вес: 19,5 кг.
- Radio & Plasma Wave Investigation (RPWI). Страна-разработчик: Швеция. Вес: 11,8 кг.

Инструменты для исследования физической структуры лун во время близких облётов:
- Ganymede Laser Altimeter (GALA). Лазерный альтиметр позволит получить данные о топографии, форме и деформации ледяных поверхностей лун Юпитера, вызванных приливными силами. Он также будет играть важнейшую роль при формировании орбиты зонда в гравитационных полях лун. Страна-разработчик: Германия. Вес: 15,2 кг.
- Radar for Icy Moons Exploration (RIME). Этот прибор с 16-м антенной позволит просканировать поверхность лун на глубину до 9 км. Страна-разработчик: Италия. Вес: 11,7 кг.
- Gravity & Geophysics of Jupiter and Galilean Moons (3GM). Этот прибор позволит охарактеризовать внутреннюю структуру и подповерхностные океаны Ганимеда, Каллисто и, возможно, Европы. Страна-разработчик: Италия. Вес: 6,8 кг.

## Схожие миссии
Современное поколение АМС, предназначенных для исследования системы Юпитера с прибытием в 2030-х годах, состоит из аппаратов европейского, американского и китайского космических агентств. Это JUICE (ЕКА), Europa Clipper (НАСА) и «Тяньвэнь-4» (CNSA). Успех этих миссий во многом обеспечит будущее развитие спускаемых аппаратов на поверхность галилеевых спутников.

### Europa Clipper (НАСА)
Проект НАСА для исследования Европы, появившийся сразу после выхода США из международной программы Europa Jupiter System Mission и отмены миссии Jupiter Europa Orbiter. Пуск станции состоялся в октябре 2024 года, прибытие в систему Юпитера намечено на апрель 2030 года.
Миссия Europa Clipper будет выгодно отличаться от миссии JUICE в части исследования Европы: номинальный гарантированный период работоспособности зонда в районе Европы составит не менее 109 дней (против 36 дней у JUICE). Общее время исследований Европы составит 3,5 года (против 1 года у JUICE), за которые зонд совершит 45 облётов спутника (против 2 облётов у JUICE) на высоте от 2700 до 25 км. Во время ближайшего сближения зонда с поверхностью (25 км от замороженной поверхности спутника против 400—500 км у JUICE) у радара будут максимальные шансы определить толщину ледяной коры Европы и глубину лежащего под ней водного океана (а при наиболее благоприятном стечении обстоятельств — даже его солёность). В течение номинальной миссии Clipper передаст терабит данных, включая изображения высокого разрешения с детализацией вплоть до 0,5 м на пиксель, данные радиолокационного зондирования и спектры поверхности, а также измерения магнитного поля. По полученным в ходе миссии результатам будет определено место посадки спускаемого аппарата в составе следующей миссии.

### Тяньвэнь-4 (CNSA)
Китайское космическое агентство планирует реализацию миссии «Тяньвэнь-4», с запуском ориентировочно в 2030 году. Миссия будет состоять из двух аппаратов, один из которых предназначен для исследования системы Юпитера с орбиты, второй — системы Урана с пролётной траектории. Аппарат, предназначенный для исследования системы Юпитера, в конечном итоге должен выйти на орбиту вокруг Каллисто.

## Интересные факты
Примерно за 4 года до прибытия JUICE в систему Юпитера в строй будет введён Тридцатиметровый телескоп, который сможет получать изображения с такой же детализацией, как у «Галилео» (35 километров на пиксель; в 10 раз лучше телескопа Хаббла). Чрезвычайно большой телескоп, который будет введён в строй в 2028 году и иметь диаметр зеркала 39 метров, сможет получать изображения с разрешением примерно 25 км на пиксель.